# تصفيات كأس العالم 2018 – إفريقيا المرحلة الثانية
لعبت المرحلة الثانية من مباريات أفريقيا لتصفيات كأس العالم لكرة القدم 2018 في الفترة من 11 إلى 17 نوفمبر 2015.

## النظام
لعب 40 منتخباً (المصنفين من 1–27 في قائمة المشاركين و13 فائز من المرحلة الأولى) مباراتي ذهاب وإياب. وصعدت المنتخبات العشرين الفائز إلى المرحلة الثالثة.

## التصنيف
أجريت قرعة المرحلة الثانية تزامناً مع القرعة التمهيدية لكأس العالم لكرة القدم 2018 يوم 25 يوليو 2015، حيث انطلقت الساعة 18:00 بتوقيت موسكو (ت ع م+3)، في قصر كونستانتينوفسكي في ستريلنا، سانت بطرسبرغ، روسيا.
يستند التصنيف على تصنيف فيفا العالمي الصادر في شهر أبريل 2015 . المنتخبات ال27 المتأهلة مباشرة تم تصنيفهم إلى ثلاث مستويات:
- يحتوي المستوى 1 على الفرق المصنفة 1–13.
- يحتوي المستوى 2 على الفرق المصنفة 14–20.
- يحتوي المستوى 3 على الفرق المصنفة 21–27.

ضمت كل مواجهة فريقاً من المستوى الأول وفائز من المرحلة الأولى (في أول 13 مواجهة لعب فائز المرحلة الأولى 1 أولى مواجهاته في المرحلة الثانية، إلخ)، أو فريق من المستوى الثاني وفريق من المستوى الثالث (آخر سبع مواجهات)، على أن يستضيف الفريق صاحب المستوى الأول أو الثاني مباراة الإياب.
| المستوى 1 | فائزو المرحلة الأولى |
| --- | --- |
| 1. الجزائر (19) 2. ساحل العاج (21) 3. غانا (25) 4. تونس (32) 5. السنغال (39) 6. الكاميرون (42) 7. الكونغو (47) 8. الرأس الأخضر (52) 9. مصر (55) 10. نيجيريا (57) 11. غينيا (58) 12. جمهورية الكونغو الديمقراطية (60) 13. مالي (61) | 1. النيجر (96) 2. إثيوبيا (101) 3. ناميبيا (114) 4. كينيا (116) 5. بوتسوانا (120) 6. مدغشقر (122) 7. موريتانيا (128) 8. بوروندي (131) 9. إسواتيني (138) 10. تنزانيا (139) 11. ليبيريا (161) 12. تشاد (173) 13. جزر القمر (187) |
| المستوى 2 | المستوى 3 |
| 1. غينيا الاستوائية (63) 2. الغابون (65) 3. جنوب إفريقيا (70) 4. زامبيا (71) 5. بوركينا فاسو (72) 6. أوغندا (73) 7. رواندا (78) | 1. توغو (83) 2. المغرب (84) 3. السودان (90) 4. أنغولا (92) 5. موزمبيق (95) 6. بنين (96) 7. ليبيا (96) |

ملاحظة: هوية الفائزين من المرحلة الأولى لم تكن معروفة عند إجراء القرعة.

## المباريات
| الفريق الأول | إجم.        | الفريق الثاني               | مباراة الذهاب | مباراة الإياب |
| ------------ | ----------- | --------------------------- | ------------- | ------------- |
| النيجر       | 0–3         | الكاميرون                   | 0–3           | 0–0           |
| موريتانيا    | 2–4         | تونس                        | 1–2           | 1–2           |
| ناميبيا      | 0–3         | غينيا                       | 0–1           | 0–2           |
| إثيوبيا      | 4–6         | الكونغو                     | 3–4           | 1–2           |
| تشاد         | 1–4         | مصر                         | 1–0           | 0–4           |
| جزر القمر    | 0–2         | غانا                        | 0–0           | 0–2           |
| إسواتيني     | 0–2         | نيجيريا                     | 0–0           | 0–2           |
| بوتسوانا     | 2–3         | مالي                        | 2–1           | 0–2           |
| بوروندي      | 4–5         | جمهورية الكونغو الديمقراطية | 2–3           | 2–2           |
| ليبيريا      | 0–4         | ساحل العاج                  | 0–1           | 0–3           |
| مدغشقر       | 2–5         | السنغال                     | 2–2           | 0–3           |
| كينيا        | 1–2         | الرأس الأخضر                | 1–0           | 0–2           |
| تنزانيا      | 2–9         | الجزائر                     | 2–2           | 0–7           |
| السودان      | 0–3         | زامبيا                      | 0–1           | 0–2           |
| ليبيا        | 4–1         | رواندا                      | 1–0           | 3–1           |
| المغرب       | 2–1         | غينيا الاستوائية            | 2–0           | 0–1           |
| موزمبيق      | 1–1 (3–4 ر) | الغابون                     | 1–0           | 0–1 (ب.و.إ.)  |
| بنين         | 2–3         | بوركينا فاسو                | 2–1           | 0–2           |
| توغو         | 0–4         | أوغندا                      | 0–1           | 0–3           |
| أنغولا       | 1–4         | جنوب إفريقيا                | 1–3           | 0–1           |

| النيجر | 0–3                      | الكاميرون                        |
| ------ | ------------------------ | -------------------------------- |
|        | تقرير (فيفا) تقرير (كاف) | مبيا 36' · أبوبكر 39' · سالي 40' |

| الكاميرون | 0–0                      | النيجر |
| --------- | ------------------------ | ------ |
|           | تقرير (فيفا) تقرير (كاف) |        |

فازت الكاميرون 3–0 بمجموع المباراتين وتقدمت إلى المرحلة الثالثة.
| موريتانيا | 1–2                      | تونس                      |
| --------- | ------------------------ | ------------------------- |
| ندياي 22' | تقرير (فيفا) تقرير (كاف) | الخزري 62' · الشيخاوي 68' |

| تونس                   | 2–1                      | موريتانيا |
| ---------------------- | ------------------------ | --------- |
| بن يوسف 51' · بقير 84' | تقرير (فيفا) تقرير (كاف) | بسام 71'  |

فازت تونس 4–2 بمجموع المباراتين وتقدمت إلى المرحلة الثالثة.
| ناميبيا | 0–1                      | غينيا    |
| ------- | ------------------------ | -------- |
|         | تقرير (فيفا) تقرير (كاف) | كيتا 27' |

| غينيا                   | 2–0                      | ناميبيا |
| ----------------------- | ------------------------ | ------- |
| إد. سيلا 43' · كيتا 79' | تقرير (فيفا) تقرير (كاف) |         |

فازت غينيا 3–0 بمجموع المباراتين وتقدمت إلى المرحلة الثالثة.
| إثيوبيا                                  | 3–4                      | الكونغو                                              |
| ---------------------------------------- | ------------------------ | ---------------------------------------------------- |
| غيتانيه 41' · فيكادو 82' · شيميليس 90+1' | تقرير (فيفا) تقرير (كاف) | بيفوما 43' · أونداما 63' · ندينغا 75' · بينغويلا 81' |

| الكونغو                 | 2–1                      | إثيوبيا     |
| ----------------------- | ------------------------ | ----------- |
| نغانغا 48' · بيفوما 53' | تقرير (فيفا) تقرير (كاف) | غيتانيه 28' |

فازت الكونغو 6–4 بمجموع المباراتين وتقدمت إلى المرحلة الثالثة.
| تشاد       | 1–0                      | مصر |
| ---------- | ------------------------ | --- |
| ندواسل 73' | تقرير (فيفا) تقرير (كاف) |     |

| مصر                                        | 4–0                      | تشاد |
| ------------------------------------------ | ------------------------ | ---- |
| النني 5' · السعيد 10' · حسن محجوب 36'، 40' | تقرير (فيفا) تقرير (كاف) |      |

فازت مصر 4–1 بمجموع المباراتين وتقدمت إلى المرحلة الثالثة.
| جزر القمر | 0–0                      | غانا |
| --------- | ------------------------ | ---- |
|           | تقرير (فيفا) تقرير (كاف) |      |

| غانا                    | 2–0                      | جزر القمر |
| ----------------------- | ------------------------ | --------- |
| واكاسو 18' · ج. آيو 85' | تقرير (فيفا) تقرير (كاف) |           |

فازت غانا 2–0 بمجموع المباراتين وتقدمت إلى المرحلة الثالثة.
| إسواتيني | 0–0                      | نيجيريا |
| -------- | ------------------------ | ------- |
|          | تقرير (فيفا) تقرير (كاف) |         |

| نيجيريا                | 2–0                      | إسواتيني |
| ---------------------- | ------------------------ | -------- |
| سيمون 51' · أمبروس 87' | تقرير (فيفا) تقرير (كاف) |          |

فازت نيجيريا 2–0 بمجموع المباراتين وتقدمت إلى المرحلة الثالثة.
| بوتسوانا                     | 2–1                      | مالي   |
| ---------------------------- | ------------------------ | ------ |
| غاديبولاي 14' · موغوروسي 24' | تقرير (فيفا) تقرير (كاف) | سو 56' |

| مالي                           | 2–0                      | بوتسوانا |
| ------------------------------ | ------------------------ | -------- |
| دياباتي 10' (ركلة.) · ساكو 30' | تقرير (فيفا) تقرير (كاف) |          |

فازت مالي 3–2 بمجموع المباراتين وتقدمت إلى المرحلة الثالثة.
| بوروندي        | 2–3                      | جمهورية الكونغو الديمقراطية |
| -------------- | ------------------------ | --------------------------- |
| أميسي 38'، 83' | تقرير (فيفا) تقرير (كاف) | بولاسي 5' · موبيلي 86'، 88' |

| جمهورية الكونغو الديمقراطية      | 2–2                      | بوروندي                                     |
| -------------------------------- | ------------------------ | ------------------------------------------- |
| نكولولو 17' · بولاسي 78' (ركلة.) | تقرير (فيفا) تقرير (كاف) | مبوكاني 28' (ه.ذ.) · عبد الرزاق 89' (ركلة.) |

فازت جمهورية الكونغو الديمقراطية 5–4 بمجموع المباراتين وتقدمت إلى المرحلة الثالثة.
| ليبيريا | 0–1                      | ساحل العاج |
| ------- | ------------------------ | ---------- |
|         | تقرير (فيفا) تقرير (كاف) | سيرياك 44' |

| ساحل العاج              | 3–0                      | ليبيريا |
| ----------------------- | ------------------------ | ------- |
| سيو 16'، 35' · سيري 64' | تقرير (فيفا) تقرير (كاف) |         |

فازت ساحل العاج 4–0 بمجموع المباراتين وتقدمت إلى المرحلة الثالثة.
| مدغشقر                                 | 2–2                      | السنغال             |
| -------------------------------------- | ------------------------ | ------------------- |
| أندرياتسيما 27' · راكوتوهاريمالالا 59' | تقرير (فيفا) تقرير (كاف) | ديوف 71' · ماني 81' |

| السنغال                            | 3–0                      | مدغشقر |
| ---------------------------------- | ------------------------ | ------ |
| كوياتي 20' · كوناتي 53' · ديوف 82' | تقرير (فيفا) تقرير (كاف) |        |

فازت السنغال 5–2 بمجموع المباراتين وتقدمت إلى المرحلة الثالثة.
| كينيا      | 1–0                      | الرأس الأخضر |
| ---------- | ------------------------ | ------------ |
| أولونغا 9' | تقرير (فيفا) تقرير (كاف) |              |

| الرأس الأخضر    | 2–0                      | كينيا |
| --------------- | ------------------------ | ----- |
| هيلدون 45'، 52' | تقرير (فيفا) تقرير (كاف) |       |

فازت الرأس الأخضر 2–1 بمجموع المباراتين وتقدمت إلى المرحلة الثالثة.
| تنزانيا                 | 2–2                      | الجزائر          |
| ----------------------- | ------------------------ | ---------------- |
| ماغوري 43' · ساماتا 55' | تقرير (فيفا) تقرير (كاف) | سليماني 72'، 75' |

| الجزائر                                                                               | 7–0                      | تنزانيا |
| ------------------------------------------------------------------------------------- | ------------------------ | ------- |
| إبراهيمي 1' · غلام 23'، 59' (ركلة.) · محرز 43' · سليماني 49' (ركلة.)، 75' · مجاني 72' | تقرير (فيفا) تقرير (كاف) |         |

فازت الجزائر 9–2 بمجموع المباراتين وتقدمت إلى المرحلة الثالثة.
| السودان | 0–1                      | زامبيا      |
| ------- | ------------------------ | ----------- |
|         | تقرير (فيفا) تقرير (كاف) | كالينغو 28' |

| زامبيا                    | 2–0                      | السودان |
| ------------------------- | ------------------------ | ------- |
| موسوندا 59' · كالينغو 81' | تقرير (فيفا) تقرير (كاف) |         |

فازت زامبيا 3–0 بمجموع المباراتين وتقدمت إلى المرحلة الثالثة.
| ليبيا              | 1–0                      | رواندا |
| ------------------ | ------------------------ | ------ |
| البدري 48' (ركلة.) | تقرير (فيفا) تقرير (كاف) |        |

| رواندا         | 1–3                      | ليبيا                           |
| -------------- | ------------------------ | ------------------------------- |
| تويسينغي 45+3' | تقرير (فيفا) تقرير (كاف) | المنير 36'، 90+3' · الغنودي 48' |

فازت ليبيا 4–1 بمجموع المباراتين وتقدمت إلى المرحلة الثالثة.
| المغرب                | 2–0                      | غينيا الاستوائية |
| --------------------- | ------------------------ | ---------------- |
| العربي 30' · بامو 66' | تقرير (فيفا) تقرير (كاف) |                  |

| غينيا الاستوائية | 1–0                      | المغرب |
| ---------------- | ------------------------ | ------ |
| روي 14'          | تقرير (فيفا) تقرير (كاف) |        |

فازت المغرب 2–1 بمجموع المباراتين وتقدمت إلى المرحلة الثالثة.
| موزمبيق     | 1–0                      | الغابون |
| ----------- | ------------------------ | ------- |
| بيليمبي 54' | تقرير (فيفا) تقرير (كاف) |         |

| الغابون   | 1–0 (ب.و.إ.)             | موزمبيق |
| --------- | ------------------------ | ------- |
| إيفونا 2' | تقرير (فيفا) تقرير (كاف) |         |

1–1 بمجموع المباراتين. فازت الغابون بركلات الجزاء الترجيحية 4–3 وتقدمت إلى المرحلة الثالثة.
| بنين                              | 2–1                      | بوركينا فاسو |
| --------------------------------- | ------------------------ | ------------ |
| سيسينيون 45+2' (ركلة.) · بيلو 84' | تقرير (فيفا) تقرير (كاف) | ناكولما 51'  |

| بوركينا فاسو                      | 2–0                      | بنين |
| --------------------------------- | ------------------------ | ---- |
| بيترويبا 17' (ركلة.) · تراوري 70' | تقرير (فيفا) تقرير (كاف) |      |

فازت بوركينا فاسو 3–2 بمجموع المباراتين وتقدمت إلى المرحلة الثالثة.
| توغو | 0–1                      | أوغندا  |
| ---- | ------------------------ | ------- |
|      | تقرير (فيفا) تقرير (كاف) | ميا 39' |

| أوغندا                 | 3–0                      | توغو |
| ---------------------- | ------------------------ | ---- |
| ماسا 4' · ميا 41'، 45' | تقرير (فيفا) تقرير (كاف) |      |

فازت أوغندا 4–0 بمجموع المباراتين وتقدمت إلى المرحلة الثالثة.
| أنغولا    | 1–3                      | جنوب إفريقيا                              |
| --------- | ------------------------ | ----------------------------------------- |
| غيلسون 2' | تقرير (فيفا) تقرير (كاف) | رانتي 13' · غابوزا 20' · جالي 80' (ركلة.) |

| جنوب إفريقيا             | 1–0                      | أنغولا |
| ------------------------ | ------------------------ | ------ |
| مانوتشو دينيز 66' (ه.ذ.) | تقرير (فيفا) تقرير (كاف) |        |

فازت جنوب أفريقيا 4–1 بمجموع المباراتين وتقدمت إلى المرحلة الثالثة.

## مسجلي الأهداف
تم تسجيل 97 هدف في 40 مباراة، بمعدل 2.43 هدف لكل مباراة.
4 أهداف
- إسلام سليماني

3 أهداف
- فاروق ميا

هدفين
- فوزي غلام
- سيدريك أميسي
- هيلدون
- تييفي بيفوما
- يانيك بولاسي
- فيرمين ندومبي موبيلي
- جيوفاني سو
- أحمد حسن محجوب
- غيتانيه كيبيدي
- نبي كيتا
- محمد المنير
- مامي بيرام ديوف
- وينستون كالينغو

هدف
- ياسين إبراهيمي
- رياض محرز
- كارل مجاني
- غيلسون
- بيلو باباتوندي
- ستيفان سيسينيون
- تابيوا غاديبولاي
- جويل موغوروسي
- بيرجوس ناكولما
- جوناتان بيترويبا
- بيرتراند تراوري
- فيستون عبد الزراق
- فينسنت أبوبكر
- ستيفان مبيا
- إدغار سالي
- إيزيكييل ندواسل
- هاردي بينغويلا
- ديلفين ندينغا
- فرانسيس نغانغا
- فابريس أونداما
- ميشيل نكولولو
- غوهي بي زورو سيرياك
- جان سيري
- محمد النني
- عبد الله السعيد
- داويت فيكادو
- شيميليس بيكيلي
- روي
- ماليك إيفونا
- جوردان آيو
- مبارك واكاسو
- إدريسا سيلا
- مايكل أولونغا
- فيصل البدري
- محمد الغنودي
- فانيفا إيما أندرياتسيما
- نجيفا راكوتوهاريمالالا
- شيخ دياباتي
- باكاري ساكو
- سامبا سو
- بسام
- عمر نداي
- ياسين بامو
- يوسف العربي
- هيلدر بيليمبي
- إيفي أمبروس
- موزس سيمون
- جاك تويسينغي
- موسى كوناتي
- شيخو كوياتي
- ساديو ماني
- تامسانكا غابوزا
- أنديلي جالي
- توكيلو رانتي
- إلياس ماغوري
- مبوانا ساماتا
- صيام بن يوسف
- سعد بقير
- ياسين الشيخاوي
- وهبي خزري
- غيوفري ماسا
- لوبامبو موسوندا

هدف ذاتي
- مانوتشو دينيز (لعب ضد جنوب أفريقيا)
- ديوميرسي مبوكاني (لعض بوروندي)

## روابط خارجية
- مواقع رسمية لكأس العالم روسيا 2018 FIFA، تصفيات – أفريقيا: الجولة 2، FIFA.com
- مواقع رسمية ل2018 FIFA World Cup Russia - Qualifiers (CAF)، Schedule and Results، CAFonline.com